# Danielle Dufeu
Danielle Dufeu, née le 13 février 1941 à Rennes (Ille-et-Vilaine) et morte le 4 février 2017 à Draguignan,, est une femme politique française.

## Détail des fonctions et des mandats
Mandats locaux
- Adjointe au maire de Janzé
- 1994 - 2001 : Conseillère générale du canton de Janzé

Mandat parlementaire
- 28 mars 1993 - 1er mars 1995 : Députée de la 5e circonscription d'Ille-et-Vilaine